# Григоровка (Могилёв-Подольский район)
Григоровка (укр. Григорівка) — село в Могилёв-Подольском районе Винницкой области Украины.
Находится на левом берегу реки Котлубанки (uk:Котлубаївка (річка)) левого притока Днестра.
Население по переписи 2001 года составляет 365 человек. Почтовый индекс — 24052. Телефонный код — 4332.
Занимает площадь 2,141 км².

## Адрес местного совета
24052, Винницкая область, Могилёв-Подольский р-н, с. Бронница, ул. 50-летия Октября

## Археология
Археологами в Григоровке найдены серьги пастырского типа.